# Mgrdicz II (ormiański patriarcha Jerozolimy)
Mgrdicz II (ur. ?, zm. ?) – w latach 1476–1479 ormiański Patriarcha Jerozolimy.